# Bonnétage
Bonnétage é uma comuna francesa na região administrativa de Borgonha-Franco-Condado, no departamento de Doubs. Estende-se por uma área de 17,71 km². Em 2010 a comuna tinha 969 habitantes (densidade: 54,7 hab./km²).